# Hans Aebli
Hans Aebli (ur. 6 sierpnia 1923 w Zurychu, zm. 26 lipca 1990 w Burgdorf) – szwajcarski psycholog i pedagog, teoretyk i badacz w dziedzinie rozwoju i psychologii myślenia, psychologii uczenia się i psychologii działania na Uniwersytecie w Bernie.

## Życiorys
Od 1960 był docentem w Zurychu, a od 1962 profesorem Wolnego Uniwersytetu w Berlinie. Od 1971 pracował na Uniwersytecie w Bernie. Był uczniem Jeana Piageta. Rozwinął jego idee na gruncie związanym z psychologią dziecka. Zajmował się również psychologią rozwojową, dydaktyką ogólną oraz profesjonalnym kształceniem nauczycieli w Szwajcarii.
Po śmierci Aebli, w 1994 powstała "Aebli Naf – Fundacja Rozwoju Edukacji Nauczycieli w Szwajcarii" z siedzibą w Burgdorf, która jest pod nadzorem Federalnego Departamentu Spraw Wewnętrznych Szwajcarii, i która wspiera kształcenie osób kształcących nauczycieli i osoby kształcące nauczycieli w tym kraju.

## Publikacje (wybór)
- Dydaktyka psychologiczna, 1951, wyd pol. 1960
- Grundformen des Lehrens, 1961
- Uber die geistige Entwicklung des Kindes, 1963
- Denken: Ordnen des Tuns, t. 1–2, 1980–1981
- Grundlagen des Lernens, 1987
- Uber die geistige Entwicklung des Kindes, 1989